# Stadion im. Flóriána Alberta
Stadion im. Flóriána Alberta (węg. Albert Flórián Stadion) – nieistniejący już stadion piłkarski położony w stolicy Węgier, Budapeszcie. Stadion istniał w latach 1974–2013 i był areną spotkań domowych zespołu Ferencvárosi TC.
Obiekt został wybudowany w 1974 roku w miejscu dawnego Üllői úti stadion, a jego pojemność wynosiła 18 100 miejsc. Stadion nosił imię Flóriána Alberta, węgierskiego piłkarza, zdobywcy Złotej Piłki w 1967 roku oraz jednego z najlepszych piłkarzy FTC w historii. W 2013 roku dokonano rozbiórki obiektu, po czym przystąpiono w jego miejscu do budowy nowego piłkarskiego stadionu, którego otwarcie miało miejsce w 2014 roku.